# Keystone (Dakota Południowa)

położenie Keystone na obszarze Dakoty Południowej

Keystone w Dakocie Południowej, jest niewielką miejscowością leżącą na terenie hrabstwa Pennington. Zgodnie ze spisem ludności z 2000 roku, zamieszkiwane jest przez nieco ponad 300 osób. Zajmuje powierzchnię zaledwie 7,4 km².
Początki miasta datuje się na rok 1883. Było to miasto o charakterze kopalnianym. Dziś, mieszkańcy żyją głównie z turystyki – w okolicy miasta znajduje się niewielki łańcuch górski Black Hills oraz słynna góra Mount Rushmore, z wyrzeźbionymi twarzami byłych prezydentów Stanach Zjednoczonych. Inną atrakcją miasta jest przebiegająca przez nie trasa kolei parowej.
W pierwszej połowie XX wieku, obywatelką miasta była Carrie Ingalls, która mieszkała tu z mężem i jego dziećmi. Przez pewien czas, żyła tu z nimi jej siostra Mary, zmarła w roku 1928.